# Alessandro Canales
Alessandro Canales (n. Ciudad de Panamá; 29 de marzo de 1999) es un futbolista panameño. Juega de delantero y su equipo actual es el Coban Imperial de la Liga Nacional de Guatemala. Es hijo del exfutbolista Anel Canales.

## Trayectoria
Se inició en el fútbol en las formativas de San Francisco desde 2018, ahí logró debutar en primera el 11 de febrero de 2019 en el partido contra Sporting San Miguelito, posteriormente fue traspasado al club salvadoreño Luis Ángel Firpo, en 2019 ficha por Deportivo del Este de la Primera División de Panamá, con el club verde anotó su primer gol en el profesionalismo, fue el 11 de abril de 2021 en la derrota 3:2 ante Atlético Chiriquí.
En julio de la temporada 2021, fue transferido. Alessandro firmó con 9 de Octubre Fútbol Club de Guayaquil en Ecuador, equipo con el cual disputó la LigaPro Serie A y Copa Ecuador, siendo esta su primera experiencia internacional en Sudamérica. En enero de 2022 finalizó contrato y regresó a su antiguo equipo, el Club Deportivo del Este.

## Vida personal
Alessandro es hijo del exjugador profesional de fútbol Anel Canales, quien jugó para varios clubes de la Primera División de Panamá, El Salvador y en Envigado Fútbol Club de Colombia.

## Clubes
| Club                   | País        | Año       | PJ | Goles |
| ---------------------- | ----------- | --------- | -- | ----- |
| San Francisco          | Panamá      | 2018-2019 | 2  | 0     |
| Luis Ángel Firpo       | El Salvador | 2019      | 0  | 0     |
| Deportivo del Este     | Panamá      | 2019-2021 | 9  | 4     |
| 9 de Octubre F. C.     | Ecuador     | 2021      | 0  | 0     |
| Deportivo del Este     | Panamá      | 2022      | 4  | 0     |
| Portuguesa FC (Cedido) | Venezuela   | 2022      | 14 | 3     |
| Potros del Este        | Panamá      | 2023      | 15 | 6     |
| Coban Imperial         | Guatemala   | 2023-act. | 0  | 0     |

## Estadísticas
- Actualizado al 29 de junio de 2023.[8][9]

### Clubes
| San Francisco · Panamá |               |               |    |    |    |    |    |    |    |       |       |
| 1.ª | 2019          | 2             | 0  | -- | -- | -- | -- | 2  | 0  | 0.00  |       |
| Total club | Total club    | 2             | 0  | -- | -- | -- | -- | 2  | 0  | 0.00  |       |
| Luis Ángel Firpo · El Salvador |               |               |    |    |    |    |    |    |    |       |       |
| 1.ª | 2019          | 0             | 0  | -- | -- | -- | -- | 0  | 0  | 0.00  |       |
| Total club | Total club    | 0             | 0  | -- | -- | -- | -- | 0  | 0  | 0.00  |       |
| Deportivo del Este · Panamá |               |               |    |    |    |    |    |    |    |       |       |
| 1.ª | 2021-A        | 9             | 4  | -- | -- | -- | -- | 9  | 4  | 0.444 |       |
| 1.ª | 2022-A        | 0             | 0  | -- | -- | -- | -- | 0  | 0  | 0     |       |
| Total club | Total club    | 9             | 4  | -- | -- | -- | -- | 9  | 4  | 0.444 |       |
| 9 de Octubre F. C. · Ecuador |               |               |    |    |    |    |    |    |    |       |       |
| 1.ª | 2021          | 4             | 0  | 0  | 0  | -- | -- | 4  | 0  | 0     |       |
| Total club | Total club    | 4             | 0  | 0  | 0  | -- | -- | 4  | 0  | 0     |       |
| Portuguesa F. C. · Venezuela |               |               |    |    |    |    |    |    |    |       |       |
| 1.ª | 2022          | 14            | 3  | 0  | 0  | -- | -- | 14 | 3  | 0.214 |       |
| Total club | Total club    | 14            | 3  | 0  | 0  | -- | -- | 14 | 3  | 0.214 |       |
| Potros del Este · Panamá |               |               |    |    |    |    |    |    |    |       |       |
| 1.ª | 2023          | 12            | 5  | 0  | 0  | -- | -- | 12 | 5  | 0.417 |       |
| Total club | Total club    | 15            | 6  | 0  | 0  | -- | -- | 15 | 6  | 0.4   |       |
| Coban Imperial · Guatemala |               |               |    |    |    |    |    |    |    |       |       |
| 1.ª | 2023          | 0             | 0  | 0  | 0  | -- | -- | 0  | 0  | 0     |       |
| Total club | Total club    | 0             | 0  | 0  | 0  | -- | -- | 0  | 0  | 0     |       |
| Total carrera | Total carrera | Total carrera | 44 | 13 | 0  | 0  | -- | -- | 43 | 13    | 0.295 |
| (1) Incluye datos de Copa Ecuador. (2) Incluye datos de Liga de Campeones de la Concacaf y Liga Concacaf. (3) No incluye goles en partidos amistosos. |               |               |    |    |    |    |    |    |    |       |       |